# 66 Dywizjon Rakietowy Obrony Powietrznej
66 dywizjon rakietowy Obrony Powietrznej (66. dr OP) – samodzielny pododdział Wojska Polskiego.
Dywizjon sformowany został w 1974 w Nacmierzu, podlegał dowódcy 26 Brygady Rakietowej Obrony Powietrznej.

## Historia
66 dr OP powołany został rozkazem Szefa Sztabu Generalnego Wojska Polskiego 4 października 1974 roku jako 66 dywizjon ogniowy OPK. Był jednym z czterech nowo powstałych dywizjonów rakietowych 26 Brygady, uzbrojonych w przeciwlotnicze zestawy rakietowe typu S-125M Newa, który otrzymał w październiku 1974 roku, i był on jego zasadniczym uzbrojeniem.
1 lipca 1975 jednostkę włączono w system dyżurów bojowych 2 KOPK.
We wrześniu 1976 na poligonie w Aszułuku, w ZSRR odbywa się pierwsze strzelanie bojowe.

Dywizjon został rozformowany z dniem 30 kwietnia 1990.

## Dowódcy dywizjonu
- 1974-? – mjr Marian Jaskulski
- ?           - kpt Ryszard Filipiak